# 上川辺村 (広島県)
上川辺村（かみかわべむら）は、広島県御調郡にあった村。現在の尾道市の一部にあたる。

## 地理
- 河川：御調川[2]

## 歴史
- 1889年（明治22年）4月1日、町村制の施行により、御調郡白太村、三郎丸村、大町村、大蔵村、中原村、本村、岩根村が合併して村制施行し、上川辺村が発足[1][2]。
- 1955年（昭和30年）2月1日、御調郡市村、今津野村、奥村、河内村、菅野村、諸田村（一部、大字大山田・下山田・千堂）と合併し、町制施行し御調町を新設して廃止された[1][2]。

### 地名の由来
近世の浦辺・牛の皮組の上流域に位置することから。

## 産業
- 農業

## 教育
- 1891年（明治24年）本村簡易小学校を上川辺北尋常小学校に、大町小学校を上川辺南尋常小学校と改称[2]。1908年（明治41年）両校が合併し上川辺尋常小学校とする[2]。